# Nova Guarita
Nova Guarita es un municipio brasilero del estado de Mato Grosso. Se localiza a una latitud 10º18'47" sur y a una longitud 55º24'30" oeste, estando a una altitud de 300 metros. Su población estimada en 2004 era de 5.540 habitantes.
Posee un área de 1.091,71 km².